# سيمون سليد
سيمون سليد (بالإنجليزية: Simon Slade)‏ هو شخصية أعمال نيوزيلندي، ولد في 1982 في كرايستشرش في نيوزيلندا.